# Geophis
Geophis — рід змій родини полозових (Colubridae). Представники цього роду мешкають в Мексиці, Центральній і Південній Америці.

## Опис
Представники роду Geophis — це невеликі, стрункі змії довжиною до 75 см. Вони поширені від Мексики до Колумбії, ведуть нічний, наземний спосіб життя, зустрічаються в різноманітних природних середовищах. Основою їх раціону є черв'яки та інші дрібні безхребетні, у яких відсутня тверда оболонка. Самиці відкладають яйця.

## Види
Рід Geophis нараховує 54 види:
- Geophis annuliferus (Boulenger, 1894)
- Geophis anocularis Dunn, 1920
- Geophis bellus Myers, 2003
- Geophis berillus Barragn-Resndiz, Pavón-Vázquez, Cervantes-Burgos, Trujano-Ortego, 2022
- Geophis betaniensis J.H. Restrepo & J.W. Wright, 1987
- Geophis bicolor Günther, 1868
- Geophis blanchardi Taylor & H.M. Smith, 1939
- Geophis brachycephalus (Cope, 1871)
- Geophis cancellatus H.M. Smith, 1941
- Geophis cansecoi C. Grünwald, Ahumada-Carrillo, A. Grünwald, Montaño-Ruvalcaba & García-Vázquez, 2021
- Geophis carinosus L.C. Stuart, 1941
- Geophis chalybeus (Wagler, 1830)
- Geophis championi Boulenger, 1894
- Geophis damiani Wilson, McCranie & K.L. Williams, 1998
- Geophis downsi Savage, 1981
- Geophis dubius (W. Peters, 1861)
- Geophis duellmani H.M. Smith & Holland, 1969
- Geophis dugesii Bocourt, 1883
- Geophis dunni K.P. Schmidt, 1932
- Geophis fulvoguttatus Mertens, 1952
- Geophis godmani Boulenger, 1894
- Geophis hoffmanni (W. Peters, 1859)
- Geophis immaculatus Downs, 1967
- Geophis incomptus Duellman, 1959
- Geophis isthmicus (Boulenger, 1894)
- Geophis juarezi Nieto-Montes de Oca, 2003
- Geophis juliai Pérez-Higareda, H.M. Smith & López-Luna, 2001
- Geophis laticinctus H.M. Smith & K.L. Williams, 1963
- Geophis laticollaris H.M. Smith, Lynch & Altig, 1965
- Geophis latifrontalis Garman, 1883
- Geophis lorancai Canseco-Márquez, Pavón-Vázquez, López-Luna & Nieto-Montes de Oca, 2016
- Geophis maculiferus Taylor, 1941
- Geophis mutitorques (Cope, 1885)
- Geophis nasalis (Cope, 1868)
- Geophis nephodrymus Townsend & Wilson, 2006
- Geophis nigroalbus Boulenger, 1908
- Geophis nigrocinctus Duellman, 1959
- Geophis occabus Pavón-Vázquez, García-Vázquez, Blancas-Hernández & Nieto-Montes de Oca, 2011
- Geophis omiltemanus Günther, 1893
- Geophis petersii Boulenger, 1894
- Geophis pyburni Campbell & Murphy, 1977
- Geophis rhodogaster (Cope, 1868)
- Geophis rostralis (Jan, 1865)
- Geophis ruthveni F. Werner, 1925
- Geophis sallaei Boulenger, 1894
- Geophis sanniolus (Cope, 1866)
- Geophis sartorii (Cope, 1866)
- Geophis semidoliatus (A.M.C. Duméril, Bibron & A.H.A. Duméril, 1854)
- Geophis sieboldi (Jan, 1862)
- Geophis talamancae Lips & Savage, 1994
- Geophis tarascae Hartweg, 1959
- Geophis tectus Savage & J.I. Watling, 2008
- Geophis turbidus Pavón-Vázquez, Canseco-Márquez & Nieto-Montes de Oca, 2013
- Geophis zeledoni Taylor, 1954

## Етимологія
Наукова назва роду Geophis походить від сполучення слів дав.-гр. γεω — земляна і οφις — змія.